# Acyphoderes sexualis
Acyphoderes sexualis är en skalbaggsart som beskrevs av Linsley 1934. Acyphoderes sexualis ingår i släktet Acyphoderes och familjen långhorningar.
Artens utbredningsområde är:
- Costa Rica.
- Panama.

Inga underarter finns listade i Catalogue of Life.